# Идентификационный жетон для домашних животных

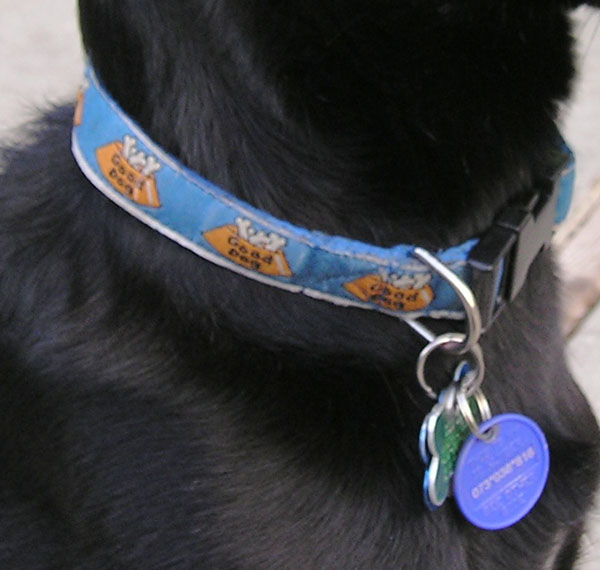
Собака, носящая несколько разных идентификационных жетонов

Идентификационный жетон для домашних животных, также известный как адресник, — небольшой жетон из металла или пластика, который крепится к ошейнику или шлейке домашнего животного. Он содержит информацию, дающую возможность тому, кто столкнулся с потерянным домашним животным, связаться с владельцем и сообщить о его местонахождении.
Кроме информационной, жетоны также могут выполнять декоративно-эстетическую функцию.

## Использование
Чаще всего жетоны используются владельцами собак, однако рекомендуется их использование для всех видов домашних животных, имеющих возможность оказаться вне домашнего помещения на улице.
Плюсом идентификации с помощью жетонов является визуальное сигнализирование о том, что найденное животное не является бездомным. Ветеринарными организациями рекомендуется использование идентификационных жетонов даже если домашнее животное было чипировано. В Великобритании владельцы собак по закону обязаны следить за тем, чтобы на их собаке была идентификационная бирка, даже если собака уже была микрочипирована.
Жетоны в виде медальонов могут издавать шум при движении, особенно, если в случае необходимости, животное носит одновременно несколько информирующих жетонов. Бирка, прикреплённая к поверхности ошейника, бесшумна.

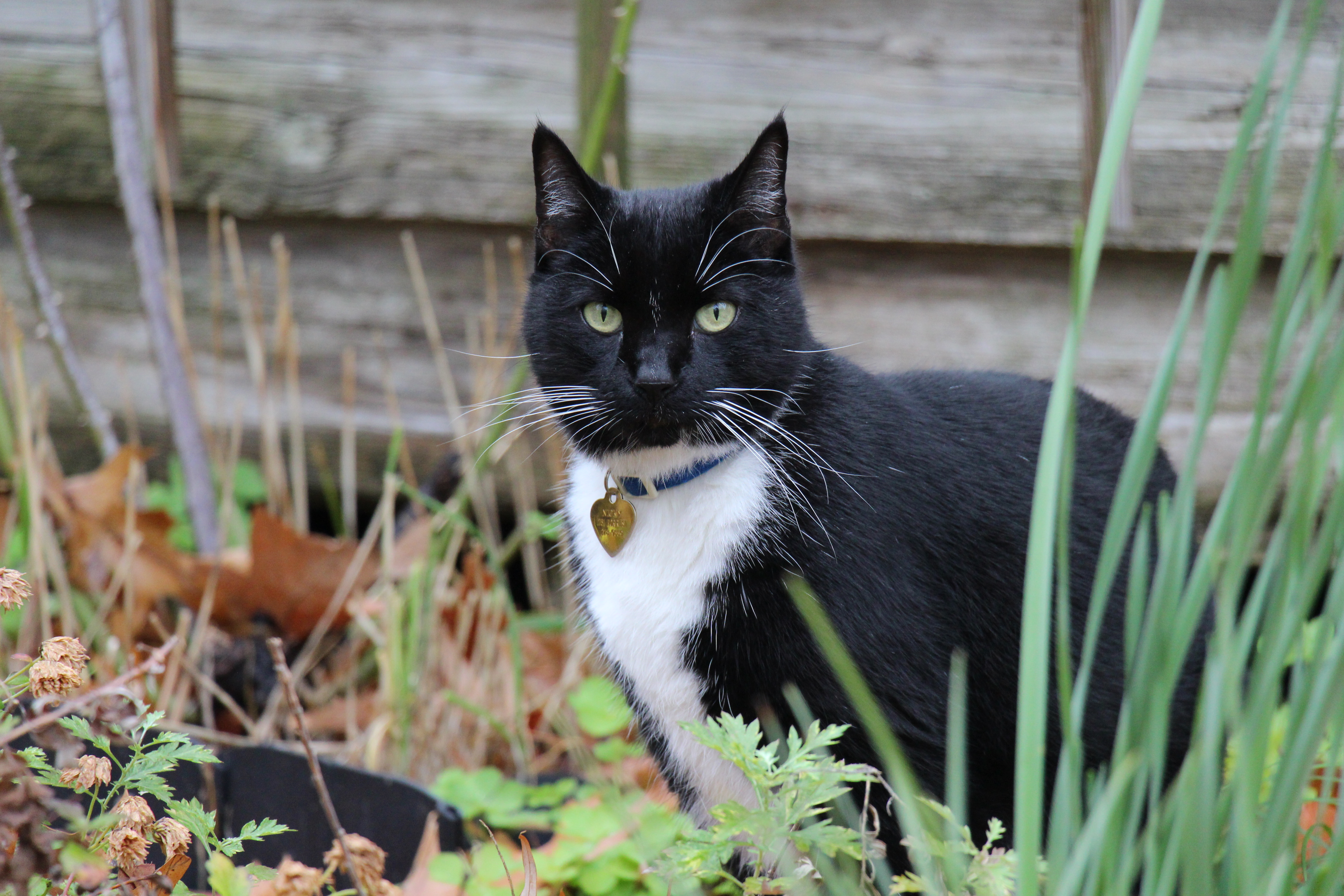
Домашняя кошка, носящая адресник

## Идентифицирующая информация
Информация на жетонах для домашних животных по желанию владельцев может включать в себя:
- Кличку животного.
- Контактный телефон или адрес владельца.
- QR-код.
- Информацию о заболеваниях, которые могут потребовать специальных условий содержания животного (например сахарный диабет).
- В странах, где для содержания животного требуется получение разрешения, на жетоне указывается номер лицензии и контактная информация лицензирующей организации.
- Если животное было чипировано, то информация об имплантате может быть нанесена на жетон.

## Виды идентификационных жетонов
Помимо жетона в виде медальона распространены металлические пластины, закрепленные непосредственно на плоскости ошейника.
Также используются небольшие герметичные капсулы с резьбой, в которые вложена записка с контактной информацией.

## Галерея

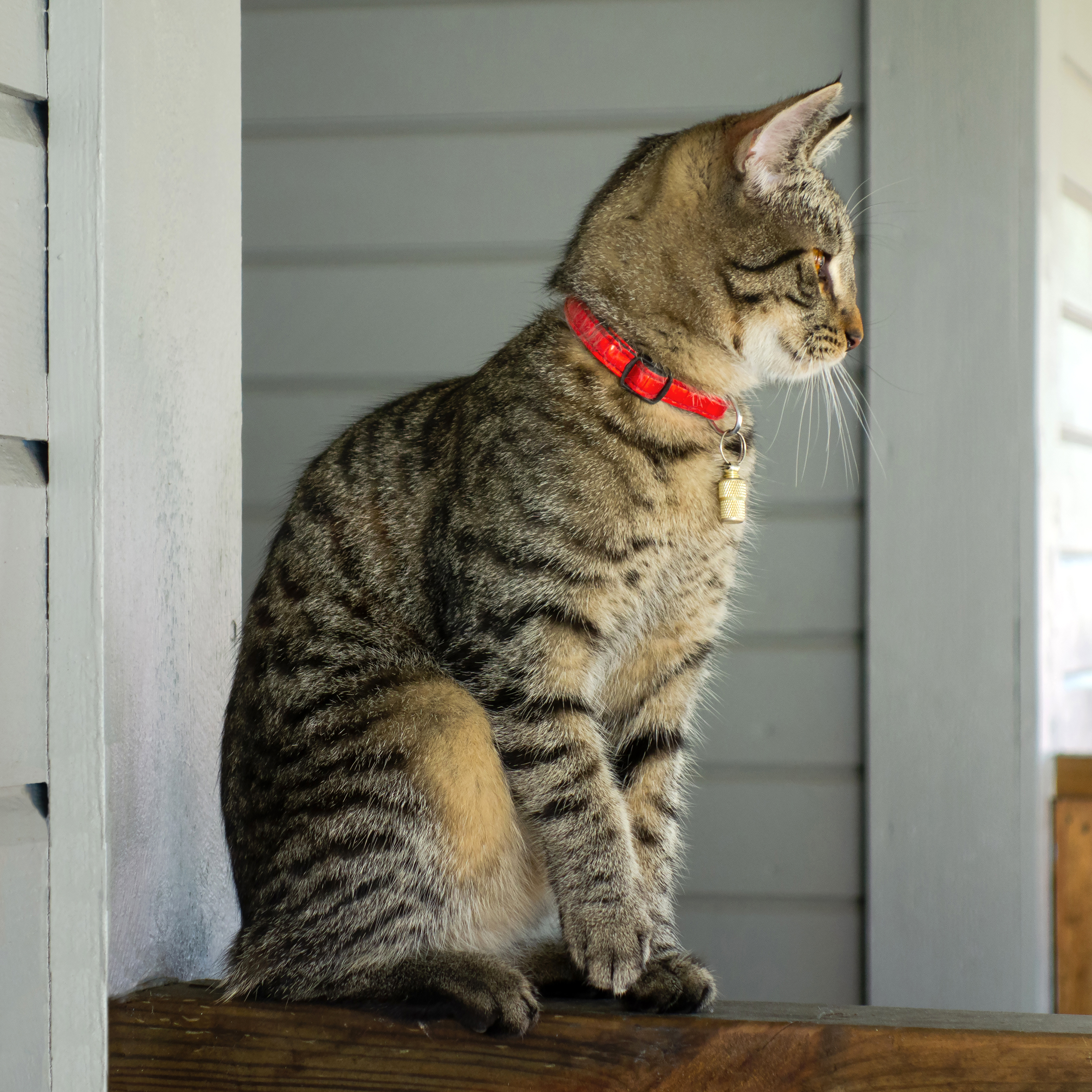
Кошка, носящая капсулу с запиской
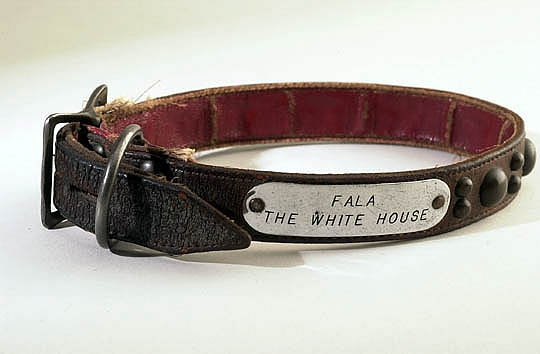
Ошейник с прикреплённой к нему металлической биркой
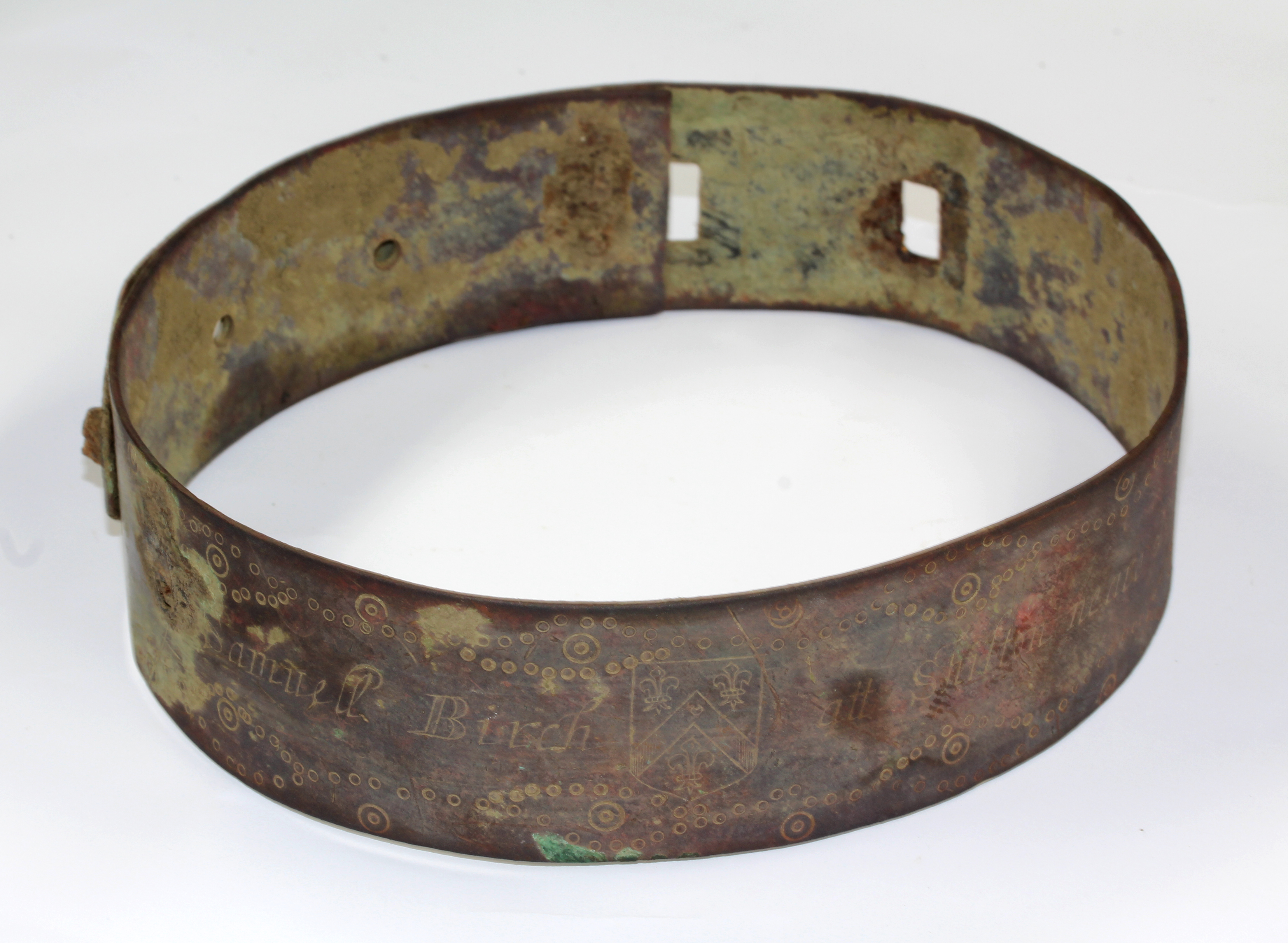
Собачий ошейник 1676 года с надписью на нём, состоящей из имени владельца собаки и его адреса
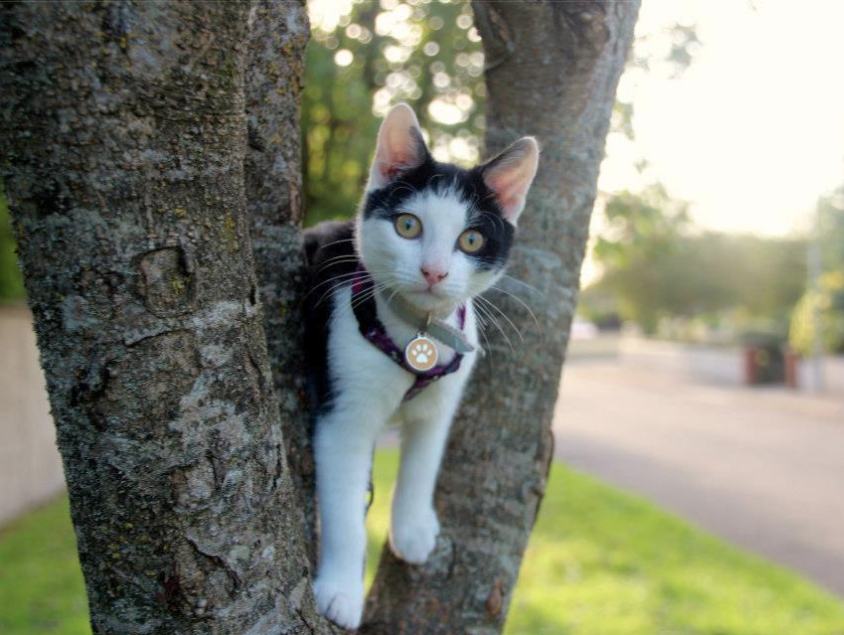
На лицевую сторону адресника может быть нанесено декоративное изображение